# 緑の街 (小田和正の曲)
「緑の街」（みどりのまち）は、1997年8月24日に発売された小田和正通算17作目のシングルで、自身の第二回映画監督作品と同タイトルの主題歌。発売元はファンハウス。

## 解説
映画の中では「緑の街」が主演の渡部篤郎、「風のように」が劇中劇で河相我聞がそれぞれ歌っている。
カップリング曲の「風のように」は、この映画の挿入歌であり日産エルグランドのCMソングとして使用された。
なお、「風のように」のスタジオ・レコーディングはこのシングルのみの収録で、『個人主義』と『自己ベスト』にはライブ・バージョンで収録されている。この曲は演劇集団キャラメルボックスの2007年夏公演『カレッジ･オブ･ザ･ウインド』のテーマ曲に使われた。
このシングルがファンハウスからリリースされる最後のシングルとなった。

## 収録曲
1. 緑の街
  - 作詞・作曲・編曲：小田和正
  - 第二回映画監督作品『緑の街』主題歌
  - 名古屋鉄道CM「歴史」編CMソング
2. 風のように
作詞・作曲・編曲：小田和正

## カバー

### 緑の街
- Bank Band（2010年） - アルバム『沿志奏逢3』